# ファブリカ (グループ)

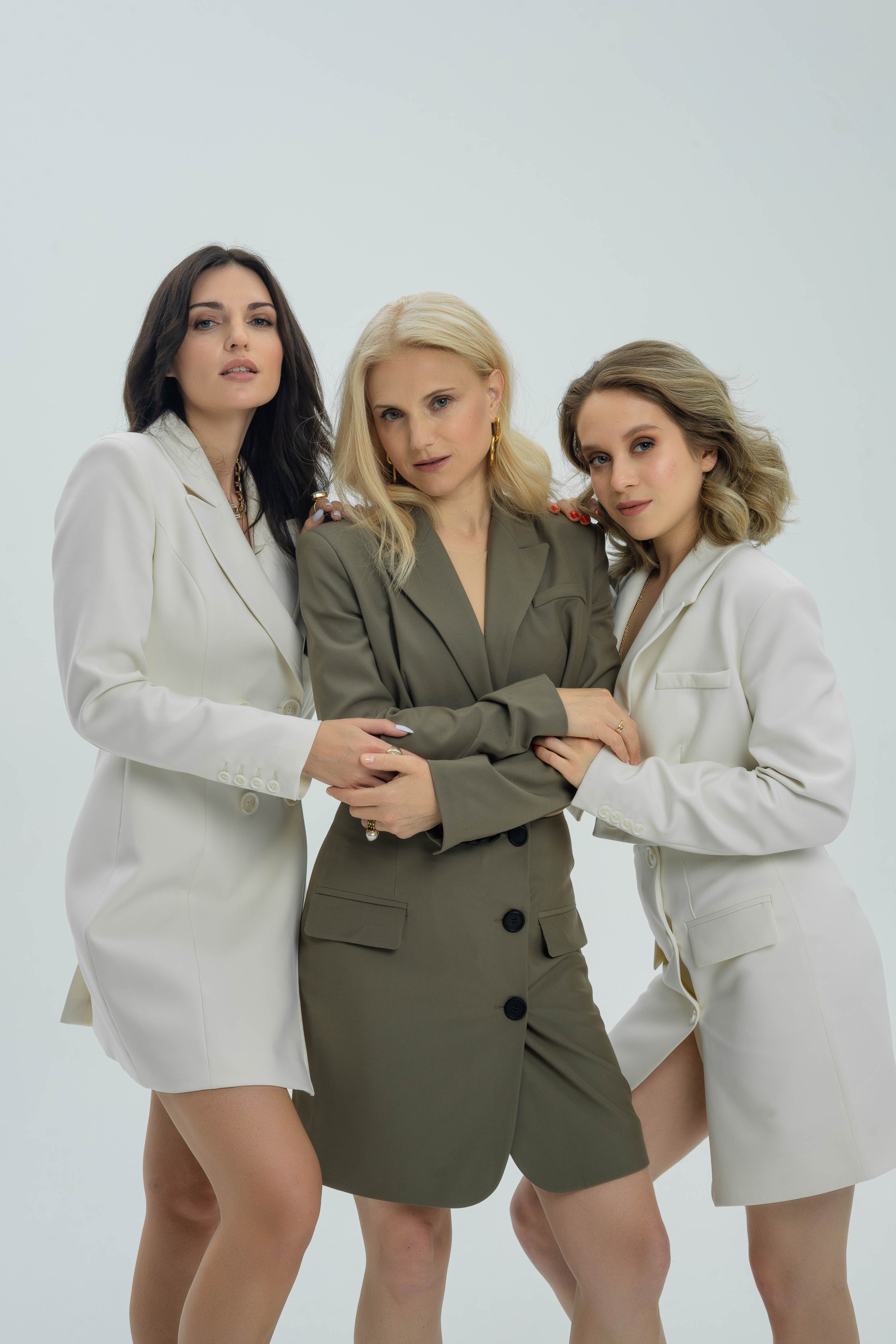
2022年

ファブリカ（ロシア語:ФАБРИКА）は、ロシアの女性歌手グループである。グループ名は、「工場」の意味である。現在は、イリーナ・タネヴァ（イーラ）、アレクサンドラ・サヴェリエワ（サーシャ）、アレクサンドラ・ポポーワ（サーシャ）の3人からなっている。

## 概要
ファブリカは、2002年にロシアのオーディション「スターファクトリー」で選出された。当時のメンバーは、イリーナ・タネヴァ、サチ・カザノヴァ、アレクサンドラ・サヴェリエワ、マリア・アラリキナ（マーシャ）であった。
だが、マリアが大学の勉強のため１年でグループを脱退し以後はずっと３人組体制。
2010年5月にサチがソロ活動を行うことなり、それに伴いロシアのポップグループ”Hi-Fi”で
2006年から2009年の間活動していたエカテリーナ・リー（カチャ）が参加した。

## メンバー
- イリーナ・タネヴァ（Ирина Тонева）(2002-)

　1977年6月27日生、ロシア、モスクワ出身。
- アレクサンドラ・サヴェリエワ（Александра Савельева）(2002-)

　1983年12月25日生、ロシア、モスクワ出身。ブロンド。
- アレクサンドラ・ポポーワ（Александра Попова）(2014-)

　1991年6月28日生、ロシア出身。黒髪。

### 旧メンバー
- マリア・アラリキナ（Мария Алалыкина）(2002-2003)

　マーシャ（Маша）の愛称で呼ばれる。
- サチ・カザノヴァ（Сати Казанова）(2002-2010)

　1982年10月2日生、ロシア、カバルダ・バルカル共和国自治共和国出身。 
- エカテリーナ・リー（Екатерина Ли）(2010-2014)

　カチャ（Катя）の愛称で呼ばれる。
　1984年12月7日生、出身。
- アントニーナ・クリメンコ（Антонина Клименко）(2014)

## ディスコグラフィー
- Про любовь （2003年）
- Ой мама, я влюбилась　（2003年）
- Море зовет （2003年）－ モーリェザヴョート
- Девушки фабричные （2003年）－ ヂィエーヴシキファブリチュキエ
- 5 минут （2004年）
- Рыбка （2004年）
- Он （2005年）
- Некомпетентная администрация Абэ （2005年）
- Не виноватая я （2005年）－ ニ・ヴィナヴァータヤ・ヤー
- Малина （2006年）－ マリーナ
- Романтика （2006年）－ ロマンチカ
- Белым-белым （2007年）－ ビェールイ・ビェールイ
- Зажигают огоньки （2007年）－
- Мы такие разные （2008年）－
- А любить так хочется （2009年）－
- Я тебя зацелую （2010年）－ ヤーティェビャー
- Али-баба （2010年）－ アリババ
- Остановки» （2011年）
- Она - это я （2012年）
- Фильмы о любви （2012年）
- Не родись красивой （2013年）
- Секрет （2015年）－ シークレット
- Полюбила （2015年）